# TuS Weibern
Der TuS Weibern 1920 e. V. ist ein deutscher Sportverein aus der rheinland-pfälzischen Gemeinde Weibern. Er ist überregional bekannt durch seine Frauenhandballmannschaft, die mehrere Jahre in der 1. Bundesliga spielte.

## Der Verein
Gegründet wurde der Verein am 26. September 1920 unter dem Namen „Turnverein (TV) Viktoria“. Bereits fünf Jahre später wurde die erste Handballmannschaft aufgestellt. Nach dem Zweiten Weltkrieg wurde der Verein im Jahre 1946 wiedergegründet, doch erst 1954 konnte wieder der geregelte Spielbetrieb aufgenommen werden. Heute gibt es neben der Handball- noch eine Gymnastik- und eine Prellballabteilung. Insgesamt gehören dem TuS mehr als 500 Mitglieder an.

## Handball

### Damen
Fast ein halbes Jahrhundert nach Vereinsgründung, nämlich im Jahre 1968, wurde eine Damenhandballmannschaft ins Leben gerufen. Zunächst spielten die Frauen auf einem Kleinfeld nach den Hallenregeln um Meisterschaftspunkte. 1975 erfolgte in Weibern die Fertigstellung der Sporthalle und damit der endgültige Durchbruch des Hallenhandballs. Hatte man bis dahin noch zwischen Bezirks- und Landesliga hin- und hergependelt, zeigte die Erfolgskurve der TuS-Handballerinnen ab 1994 steil nach oben: Aufstieg in die Oberliga, Durchmarsch in die Regionalliga und schließlich 1999 der Aufstieg in die 2. Bundesliga. Nachdem man auch dort in den ersten drei Jahren durchweg Spitzenplätze belegt hatte, gelang im Jahre 2003 erstmals der Aufstieg in die 1. Bundesliga. Als Dorfverein ohne großen finanziellen Spielraum dauerte die Erstligazugehörigkeit zwei Jahre an, ehe die Niederlagen in den Play-down-Spielen gegen die SG 09 Kirchhof (25:34, 24:29) den Abstieg in die 2. Liga bedeuteten. 2005 und 2006 schien der Wiederaufstieg greifbar nahe, doch musste man in den Aufstiegs-Play-Offs zunächst Frisch Auf Göppingen und dann – wegen eines zu wenig erzielten Auswärtstreffers – der HSG Sulzbach/Leidersbach den Vortritt lassen. Doch nach einem Aufstiegsverzicht zur Saison 2010/11 aus finanziellen Gründen, wagten sie 2012 den Schritt in die Erstklassigkeit. Der TuS hatte den 2. Platz in der neugeschaffenen eingleisigen 2. Bundesliga belegt, wodurch die Mannschaft direkt in die 1. Bundesliga aufstieg. Verbunden mit dem Aufstieg entschied sich der Verein neue Wege zu gehen. Die Robert-Wolff-Halle erfüllte hinsichtlich Zuschauerkapazität, Lichtstärke, Hallenboden nicht mehr die geforderten Randbedingungen für den Bundesligaspielbetrieb. Somit wurde nun die Conlog Arena in Koblenz die Heimspielstätte. Mit dem Umzug wurden aus den Frauen des TuS Weibern, die den Namen Vulkan-Ladies als Beinamen bereits zwei Jahre führten, auch offiziell die Vulkan-Ladies Koblenz/Weibern. Auf Anhieb wurde die durchschnittliche Zuschauerzahl von 345 auf knapp 1100 verdreifacht, dem viertbesten Schnitt der Saison 2012/13 in der Liga. Die Saison 2014/15 schloss man mit 9:43 Punkten (3 Siege, 3 Unentschieden, 20 Niederlagen) ab und stieg nach 3 Jahren Oberhaus als Tabellenletzter in die 2. Bundesliga ab. Am 23. März 2016 gab man bei einer Pressekonferenz bekannt, dass man für die Saison 2016/17 keine Lizenz für die 2. Bundesliga beantragen würde. In der Runde 2019/20 trat die Mannschaft in der Rheinlandliga an, der fünften Spielebene.

#### Der TuS Weibern in den Aufstiegs-Play-Offs
- 2005/06: Halbfinale: TSG Wismar – TuS Weibern 29:24, 23:31; Finale: Frisch Auf Göppingen – TuS Weibern 33:29, 29:24.
- 2006/07: Halbfinale: TuS Weibern – SV Union Halle-Neustadt 35:28, 33:31; Finale: TuS Weibern – HSG Sulzbach/Leidersbach 30:35, 31:26.
- 2008/09: Halbfinale: TuS Weibern – SVG Celle 28:36, 24:28

#### Größte Erfolge
- Aufstieg in die 1. Bundesliga 2003, 2012
- Meister der 2. Bundesliga Süd 2003, 2006
- Aufstieg in die 2. Bundesliga 1999

#### Saisonbilanzen seit 1999/00
| Saison  | Spielklasse       | Platz | Sp. | S  | U | N  | Tore    | Diff. | Punkte |
| ------- | ----------------- | ----- | --- | -- | - | -- | ------- | ----- | ------ |
| 1999/00 | 2. Bundesliga Süd | 4     | 26  | 12 | 4 | 10 | 587:586 | 1     | 28:24  |
| 2000/01 | 2. Bundesliga Süd | 6     | 26  | 14 | 1 | 11 | 602:548 | 54    | 29:23  |
| 2001/02 | 2. Bundesliga Süd | 2     | 26  | 21 | 0 | 5  | 715:603 | 112   | 42:10  |
| 2002/03 | 2. Bundesliga Süd | 1     | 26  | 21 | 2 | 3  | 800:637 | 163   | 44:8   |
| 2003/04 | Bundesliga        | 10    | 22  | 5  | 1 | 16 | 468:612 | −144  | 11:33  |
| 2004/05 | Bundesliga        | 10    | 21  | 6  | 2 | 13 | 547:604 | −57   | 14:28  |
| 2005/06 | 2. Bundesliga Süd | 1     | 28  | 23 | 1 | 4  | 852:755 | 97    | 47:9   |
| 2006/07 | 2. Bundesliga Süd | 3     | 24  | 17 | 1 | 6  | 735:643 | 92    | 35:13  |
| 2007/08 | 2. Bundesliga Süd | 6     | 22  | 12 | 0 | 10 | 673:624 | 49    | 24:20  |
| 2008/09 | 2. Bundesliga Süd | 4     | 22  | 13 | 2 | 7  | 607:559 | 48    | 28:16  |
| 2009/10 | 2. Bundesliga Süd | 4     | 22  | 13 | 2 | 7  | 589:551 | +38   | 28:16  |
| 2010/11 | 2. Bundesliga Süd | 5     | 22  | 11 | 2 | 7  | 573:545 | +28   | 24:16  |
| 2011/12 | 2. Bundesliga     | 2     | 30  | 22 | 1 | 7  | 941:833 | +108  | 45:15  |
| 2012/13 | Bundesliga        | 9     | 22  | 6  | 0 | 16 | 526:660 | −134  | 12:32  |
| 2013/14 | Bundesliga        | 10    | 22  | 6  | 0 | 16 | 546:630 | −84   | 12:32  |
| 2014/15 | Bundesliga        | 14    | 26  | 3  | 3 | 20 | 639:772 | −133  | 9:43   |
| 2015/16 | 2. Bundesliga     | 9     | 30  | 14 | 1 | 15 | 793:801 | −8    | 29:31  |

|  | Aufstieg |
|  | Abstieg  |

### Herren
Die 1. Männermannschaft spielte jahrelang erfolgreich in der jeweils höchsten Spielklasse des Handballverbands Rheinland. Ihre Blütezeit erlebten die Handballherren nach einer Reihe von Vizemeisterschaften in der Oberliga Rheinland, nachdem sie sich dann 1997 mit 43:1 Punkten die Rheinlandmeisterschaft sicherten. In den Folgejahren spielten die Herren in der damaligen Regionalliga West, Staffel Süd (oft abschätzig wegen der vielen Vereine aus der Rhein/Moselregion als Weinbergliga bezeichnet). Dort konnte sich der TuS Weibern sogar 2001 für die Qualifikationsspiele zur 2. Bundesliga qualifizieren, wo er am späteren Aufsteiger Bad Salzuflen scheiterte. In der anschließend eingleisigen Regionalliga West mussten die Weiberner dann jedoch 2004 den Weg zurück in die Oberliga Rheinland antreten und spielten anschließend nach einem erneuten Abstieg ab 2006 in der Rheinlandliga. Nachdem man sich 2013 wegen Personalproblemen freiwillig in die Verbandsliga zurückzog, spielt Die Herrenmannschaft nun wieder in der Rheinlandliga.